# Tour du Piémont 2019
Le Tour du Piémont 2019 (officiellement Gran Piemonte 2019) est la 103e édition de cette course cycliste masculine sur route. Il a lieu le 10 octobre 2019, sur une distance de 183 kilomètres entre Agliè et le Sanctuaire d'Oropa, dans le Piémont, en Italie. Il fait partie du calendrier UCI Europe Tour 2019 en catégorie 1.HC. C'est également la dernière manche de la Coupe d'Italie. Le colombien Egan Bernal remporte la course devant son compatriote et coéquipier d'Ineos Iván Sosa et le français Nans Peters.

## Présentation
Le Tour du Piémont connaît en 2019 sa 103e édition. Il est organisé par RCS Sport, filiale du groupe RCS MediaGroup qui organise également le Tour d'Italie, Milan-San Remo, le Tour de Lombardie, Tirreno-Adriatico et Milan-Turin. Elle fait partie du calendrier de l'UCI Europe Tour en catégorie 1.HC. C'est également la dix-neuvième et dernière manche de la Coupe d'Italie.

### Équipes
Classé en catégorie 1.HC de l'UCI Europe Tour, le Tour du Piémont est par conséquent ouverte aux WorldTeams dans la limite de 70 % des équipes participantes, aux équipes continentales professionnelles, aux équipes continentales italiennes, aux équipes continentales étrangères dans la limite de deux et à une équipe nationale italienne.
Dix-neuf équipes sont au départ de la course : dix équipes UCI WorldTeam et neufs équipes continentales professionnelles.
| WorldTeams (10)- AG2R La Mondiale - Astana - Bahrain-Merida - Bora-hansgrohe - EF Education First - Dimension Data - Movistar Team - Katusha-Alpecin - Ineos - UAE Team Emirates Équipes continentales professionnelles (9)- Androni Giocattoli-Sidermec - Arkéa-Samsic - Bardiani CSF - Cofidis, Solutions Crédits - Gazprom-RusVelo - Israel Cycling Academy - Neri Sottoli-Selle Italia-KTM - Nippo Vini Fantini Faizanè - Vital Concept-B&B Hotels |
| |

## Classement final
| \| Classement général \| Classement général \| Classement général \| Classement général \| Classement général \| \| Coureur \| Coureur \| Pays \| Équipe \| Temps \| \| ------------------ \| ------------------- \| ------------------ \| ----------------------------- \| ------------------ \| \| 1er \| Egan Bernal \| Colombie \| Team Ineos \| 4 h 24 min 16 s \| \| 2e \| Iván Sosa \| Colombie \| Team Ineos \| + 6 s \| \| 3e \| Nans Peters \| France \| AG2R La Mondiale \| + 8 s \| \| 4e \| Emanuel Buchmann \| Allemagne \| Bora-Hansgrohe \| + 10 s \| \| 5e \| Dan Martin \| Irlande \| UAE Team Emirates \| + 11 s \| \| 6e \| Mathias Frank \| Suisse \| AG2R La Mondiale \| + 40 s \| \| 7e \| Davide Villella \| Italie \| Astana \| + 46 s \| \| 8e \| Giovanni Visconti \| Italie \| Neri Sottoli-Selle Italia-KTM \| + 47 s \| \| 9e \| Clément Champoussin \| France \| AG2R La Mondiale \| + 47 s \| \| 10e \| Carlos Verona \| Espagne \| Movistar Team \| + 49 s \| |                     |           |                               |                 |
| |                     |           |                               |                 |
| Source : ProCyclingStats |                     |           |                               |                 |
| Classement général |                     |           |                               |                 |
| Coureur | Coureur             | Pays      | Équipe                        | Temps           |
| 1er | Egan Bernal         | Colombie  | Team Ineos                    | 4 h 24 min 16 s |
| 2e | Iván Sosa           | Colombie  | Team Ineos                    | + 6 s           |
| 3e | Nans Peters         | France    | AG2R La Mondiale              | + 8 s           |
| 4e | Emanuel Buchmann    | Allemagne | Bora-Hansgrohe                | + 10 s          |
| 5e | Dan Martin          | Irlande   | UAE Team Emirates             | + 11 s          |
| 6e | Mathias Frank       | Suisse    | AG2R La Mondiale              | + 40 s          |
| 7e | Davide Villella     | Italie    | Astana                        | + 46 s          |
| 8e | Giovanni Visconti   | Italie    | Neri Sottoli-Selle Italia-KTM | + 47 s          |
| 9e | Clément Champoussin | France    | AG2R La Mondiale              | + 47 s          |
| 10e | Carlos Verona       | Espagne   | Movistar Team                 | + 49 s          |

## Classements UCI
La course attribue aux coureurs le même nombre de points pour l'UCI Europe Tour 2018 et le Classement mondial UCI.
| Position           | 1er | 2e  | 3e  | 4e  | 5e | 6e | 7e | 8e | 9e | 10e | 11e | 12e | 13e | 14e | 15e | 16e à 30e | 31e à 40e |
| Classement général | 200 | 150 | 125 | 100 | 85 | 70 | 60 | 50 | 40 | 35  | 30  | 25  | 20  | 15  | 10  | 5         | 3         |

| 1.º  | Pays inconnu |  | 200 |
| 2.º  | Pays inconnu |  | 150 |
| 3.º  | Pays inconnu |  | 125 |
| 4.º  | Pays inconnu |  | 100 |
| 5.º  | Pays inconnu |  | 85  |
| 6.º  | Pays inconnu |  | 70  |
| 7.º  | Pays inconnu |  | 60  |
| 8.º  | Pays inconnu |  | 50  |
| 9.º  | Pays inconnu |  | 40  |
| 10.º | Pays inconnu |  | 35  |